# Meurtre à l'esprit
 (juillet 2015).
Si vous disposez d'ouvrages ou d'articles de référence ou si vous connaissez des sites web de qualité traitant du thème abordé ici, merci de compléter l'article en donnant les références utiles à sa vérifiabilité et en les liant à la section « Notes et références ».
Pour plus de détails, voir Fiche technique et Distribution.
Meurtre à l'esprit (A Deadly Vision) est un film américain réalisé par Bill L. Norton, diffusé en 1996.

## Fiche technique
- Titre français : Meurtre à l'esprit[1]
- Titre original : A Deadly Vision
- Réalisation : Bill L. Norton
- Société de distribution : Paramount Television
- Pays d'origine : États-Unis
- Langue : anglais
- Format : 1,33:1
- Genre : Thriller
- Durée : 90 minutes
- Date de sortie : 1996

## Distribution
- Kristin Davis
- Matthew Settle
- Peter Boyle
- Matt Ross